# Балтимор
Балтимор (енгл. Baltimore) град је у америчкој савезној држави Мериленд. По попису становништва из 2020. у њему је живело 585.708 становника.

## Географија
Балтимор се налази на надморској висини од 10 m. Обухвата површину од 238,411179 2.

## Демографија
По попису из 2010. године број становника је 620.961, што је 30.193 (-4,6%) становника мање него 2000. године.
|                   | 2010.            | 2000.            |
| Укупно            | 620 961 (100,0%) | 651 154 (100,0%) |
| Афроамериканци    | 395 781 (63,74%) | 418 951 (64,34%) |
| Белци             | 174 120 (28,04%) | 201 566 (30,96%) |
| Хиспаноамериканци | 25 960 (4,181%)  | 11 061 (1,699%)  |
| Азијати           | 14 548 (2,343%)  | 9 985 (1,533%)   |
| Остали            | 10 552 (1,699%)  | 9 591 (1,473%)   |

## Партнерски градови
- Кавасаки
- Пиреј
- Салерно
- Ђенова
- Кадиз
- Сјамен
- Гбарнга
- Александрија
- Луксор
- Одеса
- Ротердам
- Бремерхафен
- Ашкелон